# جبلة (سوريا)
جبلة هي مدينة ومركز منطقة جبلة في محافظة اللاذقية في شمال غرب سوريا، تطل المدينة على البحر المتوسط، وتبعد مسافة 25 كم جنوب اللاذقية. بلغ عدد سكان مركز المدينة 107,064 نسمة، في حين بلغ عدد سكان منطقة جبلة 196,171 عام 2004. ويتبع منطقة جبلة نواحي: القطيلبية وعين الشرقية وعين شقاق والدالية وبيت ياشوط.

## التاريخ

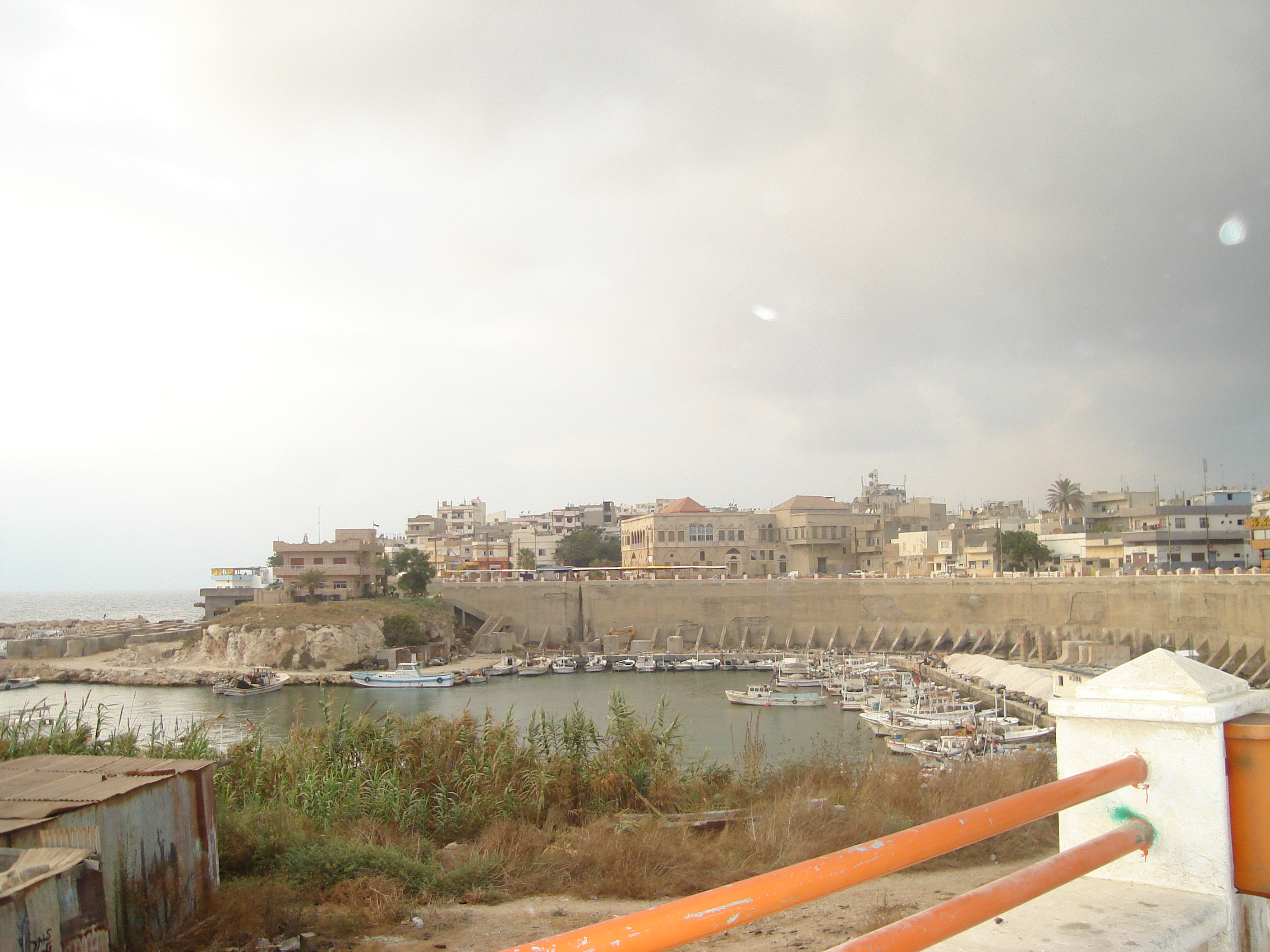
ميناء جبلة.

بناها الفينيقيون وأعطوها اسمها الحالي. يمتد تاريخها لعصر البرونز القديم الرابع 2400 - 2000 ق.م، كما بيّنت المكتشفات في تل التويني الأثري. تشتهر المدينة بآثارها الفينيقية والرومانية والإسلامية القديمة، وخصوصًا المسرح الأثري أو مدرج جبلة الذي يعود تاريخ بنائه إلى القرن الأول الميلادي، والذي يعتبر خامس مسرح أثري عالميٍّ وأجمل أثر على شاطئ المتوسط لا زال محافظًا على معالمه. وتكثر حول جبلة التلال الأثرية مثل سيانو وسوكاس والتويني. فيها ضريح المتصوّف الشهير إبراهيم بن أدهم، وقد بُنيَ عليه جامع يحمل اسمه. وقد تم تصنيف مدينة جبلة القديمة والشاطئ الصخري الأثري كمنطقة تراث عالمي.
يتألف اسم المدينة من مقطعين: جاب وتعني «قبة» أو «مكانًا» أو «جبًا» باللغة الفينيقية، ولا (وتُلفَظ أيضًا علا) وتعني إله الأيل الكبير الفينيقي. ومن تسمياتها القديمة أيضًا جبيل اللبنانية بمعنى جب الأيّل (وهو نفس اسم جبلة بعد التصغير).
في عام 451 حضر أسقف جبلة بوليكاريوس وبطرس أسقف الجبّول ومكاريوس أسقف اللاذقية مجمع خلقيدونية الذي يُعتبر من أهمّ المجامع، إذ نجم عن هذا المجمع انشقاقٌ الكنائس الشرقيّة عن الكنيستين الرومانيّة والبيزنطيّة.

## الصناعة والتجارة
تتميز جبلة تجاريًا بكونها سوقًا لمئات الآلاف من أبناء ريفها الكبير، حيث تنتشر الأسواق الشعبية في المدينة القديمة، والأسواق والمحلات الحديثة في أرجاء المدينة. فيها ميناء بحري مخصص لرسو مراكب الصيادين. صناعيًا توجد فيها مصانع ومعامل الغزل والنسيج ومصانع الكونسروة والمعلبات وصناعات الحديد والصلب والمياه الغازية والصناعات التحويلية، ومعامل للصناعات الغذائية مثل معاصر الزيتون، بالإضافة إلى أنها تتميز بوجود عدة أنواع للعسل. وتشتهر مدينة جبلة بحلوياتها، خاصة الكنافة الجبلاويّة والحلاوة.

## الجغرافيا
تشتهر جبلة بطبيعتها الجميلة وككل المدن الساحلية لها مناخ معتدل صيفًا وشتاءً، تسقط الثلوج على جبالها شتاءً، ومعدل سقوط الأمطار فيها=825 مم/سنويًا. وما يميز مدينة جبلة السهل الفسيح الذي يُعتبر من أكبر السهول الساحلية وتزرع فية الحمضيات وكافة أنواع الخضار، والتبغ على المنحدرات..والزيتون في الجبال إضافة إلى أنواع عديدة من أشجار الفاكهة.

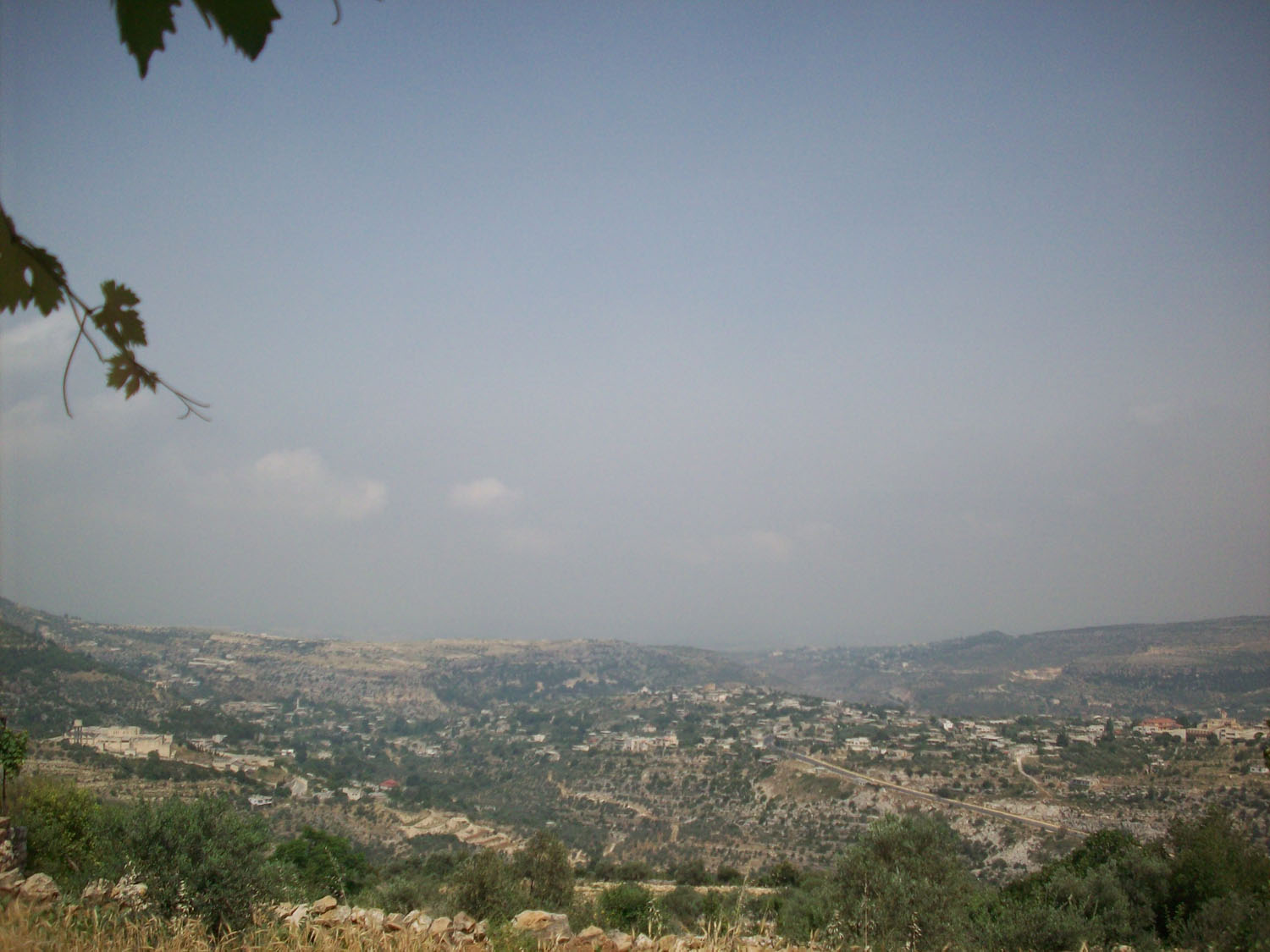
قرية من جبال جبلة ويبدو البحر ومدينة جبلة في الافق

تتميز الجبال المحيطة بمدينة جبلة بطبيعة بكر، ولا زالت تحوي العديد من الغابات الطبيعية، خصوصًا على محور طريق جبلة -الغاب في بيت ياشوط، كما وتوجد بها غابات تم زراعتها حديثًا وأهم مشاريع التشجير: جوفين، الحوران، وكفر دبيل والسن في بيت ياشوط.
يوجد في جبلة سدود للري أهمها:
- سد السخابة (50 مليون متر مكعب)
- سد الحويز (16 مليون مترمكعب)
- سد بيت ريحان (9 مليون متر مكعب)
- سد كفر دبيل (2مليون متر مكعب)

### الأنهار
من أنهار مدينة جبلة: نهر السن، والأنهار الموسمية: كفردبيل والزرّود وأبو برغل والشحادين والرميلة.

## أشهر أعلامها
- الشيخ الثائر عز الدين القسام ــ (1882 ــ 1935).
- الرائد محمد سعيد يونس -قائد موقع القلع السوري في الجولان (استشهد في حرب 1967).
- اللواء صلاح جديد، رئيس أركان الجيش السوري (1965-1966), الأمين القطري المساعد لحزب البعث، أحد أركان (الترويكا) التي حكمت سوريا إضافة لنور الدين الأتاسي ويوسف زعيّن (1966-1970).
- كمال نور الله، الأمين العام للمنظمة العربية للتنمية الإدارية 1975 - 1979[بحاجة لمصدر]، أمين وزارة الشؤون البلدية والقروية في الإقليم السوري خلال فترة الوحدة مع مصر [3]، محافظ حلب والسويداء (ألف عددا من الكتب في مجال الإدارة).[4][5]
- الدكتور نور الله نور الله وزير مالية سوري سابق في ثلاث حكومات متعاقبة بين (21 تشرين الثاني 1970 - 3 نيسان 1971)[6] و (من 3 نيسان 1971 - 23 كانون أول 1972)[7] و (من 23 كانون الأول 1972 - 7 آب 1976).[8] حاكم مصرف سوريا المركزي في الفترة من (8 أيار 1962 - 10 أب 1963).[9]
- في الأدب والفن: الشاعر السوري أدونيس، الشاعر نديم محمد، النحات سعيد مخلوف.
- في الرياضة: بطل العالم في السباحة الطويلة محمد زيتون، وكذلك أبطال العالم في السباحة - ماهر صالح ومروان صالح وأحمد الحسين وفراس معلا.
- فاز فريقها المحلي لكرة القدم ببطولة سوريا أربع مرات، وحاز فريقها لكرة الطاولة على بطولة سوريا للرجال والسيدات مرات عدة.

## الأحياء والمناطق
- أحياء جبلة: العمارة - الدريبة - التغرة - العزة- الفيض - الفوار - النقعة - الصليبية - المريج - الجبيبات - المينا - الجركس - الضاحية - التضامن - النوفوتيه - ضاحية المجد - الأشرفية.
- قرى ريفها: بيت ياشوط- كفر دبيل ـ بزيرين - ديروتان - بعبده - دوير بعبده - الدالية - درميني - متور - عين الشرقية - قرن حلية- عين شقاق - دوير الخطيب - بسيسين - حمام القراحلة - جيبول - سربيون - قرفيص - زاما - سيانو - بسنديانة - حرف الساري - قلعة وادي القلع - الحويز - الشراشير وبتغرامو - حميميم - بستان الباشا - كنكارو - عرب الملك - غنيري - القلايع - البودي - بشيلي.

من مميزات مدينة جبلة تاريخها ومحافظتها على المدينة القديمة بمعظم تفاصيلها التاريخية، والكورنيش الصخري المميز الذي يمتد لمسافة 4 كم وعليه مقاصف ومطاعم ومسبح حديث واستراحات.

### جبلة القديمة
تبلغ مساحة جبلة القديمة حوالي 16 هكتارًا، وتشكل حوالي 3.5 إلى 4% من كامل مساحة المدينة، وهي على تماس مع المدينة الحديثة بطول 1,400م، ويبلغ طول واجهتها البحرية 450م. وضُمَّت المدينة إلى شبكة المدن الساحلية التاريخية الصغرى في سورية والعالم في إطار برنامج "MOST" (إدارة التحولات الاجتماعية) في عام 2002.

## السياحة

هذه الصورة من جبال بيت ياشوط والضباب يتعربش في الوديان وفي الأفق البعيد يبدو الجبل الأقرع

جبله هذه المدينة الرائعة في سوريا تمتد على شاطئ البحر المتوسط في منطقة غاية من السحر والجمال ويتبع لها عدد من البلدات والمصايف الجميلة في أحضان الغابات وعلى رؤوس الجبال التي تطل على مناطق كبيرة من الساحل السوري غربا ومناطق واسعة من جبال الساحل شرقا، جمال طبيعة أخّاذ، غابات، أنهار، ينابيع مياه طبيعية منتزهات في أحضان الطبيعة الخلابة كورنيش بحري يضم العديد من المطاعم والمقاهي، جبلة مدينة سياحية بامتياز حيث تجد الشواطئ البحرية، والمصايف والبلدات الجبلية التابعة لجبلة، تنوع وأوابد تاريخية كثيرة في المدينة وخارجها وثروة طبيعية وجبال خضراء وبساتين فاكهة وجو معتدل جميل وخاصة في الجبال.

### المعالم السياحية
- الكورنيش البحري: يمتد على طول 4 كم، مطاعم ومقاصف ومدينة ألعاب، حدائق ومناطق مفتوحة للجميع.
- البحيرات: بحيرة السخابة، بحيرة كفردبيل، بحيرة الحويز، بحيرة بيت ريحان، بحيرة السن.
- الغابات: الشعرة، كفر دبيل، بشيلي، جوفين، الحوران. (يوجد مطاعم وخدمات متعددة).
- الشواطئ (مفتوحة): عرب الملك (يوجد خدمات ومقاصف)، سوكاس، الرميلة، الشقيفات.
- المدينة القديمة.
- الأسواق: السوق المقبي سوق السمك والخياطين والصاغة.
- جوامع تاريخية: جامع السلطان إبراهيم وجامع المنصوري.
- خانات: خان بيت عامر في حي الصليب.
- بناء علي أديب، السرايا، بناء المحكمة الشرعية.
- مدافن أثرية: حيث تقبع الأضرحة والمدافن الفينيقية على طول الشاطئ الصخري لمدينة جبلة.

مدافن قديمة منحوته في الصخر على شاطئ جبلة.

- التلال الأثرية: يحيط بجبلة عدد كبير من التلال الأثرية منها تل سوكاس وتل سيانو وتل جلال وبرج الروس وتل التويني وتل المصيطبة وتل السخابة وتل إيريس وتل الصليب وقمة نيبال.
- القلاع: قلعة المينقة وقلعة بني قحطان.

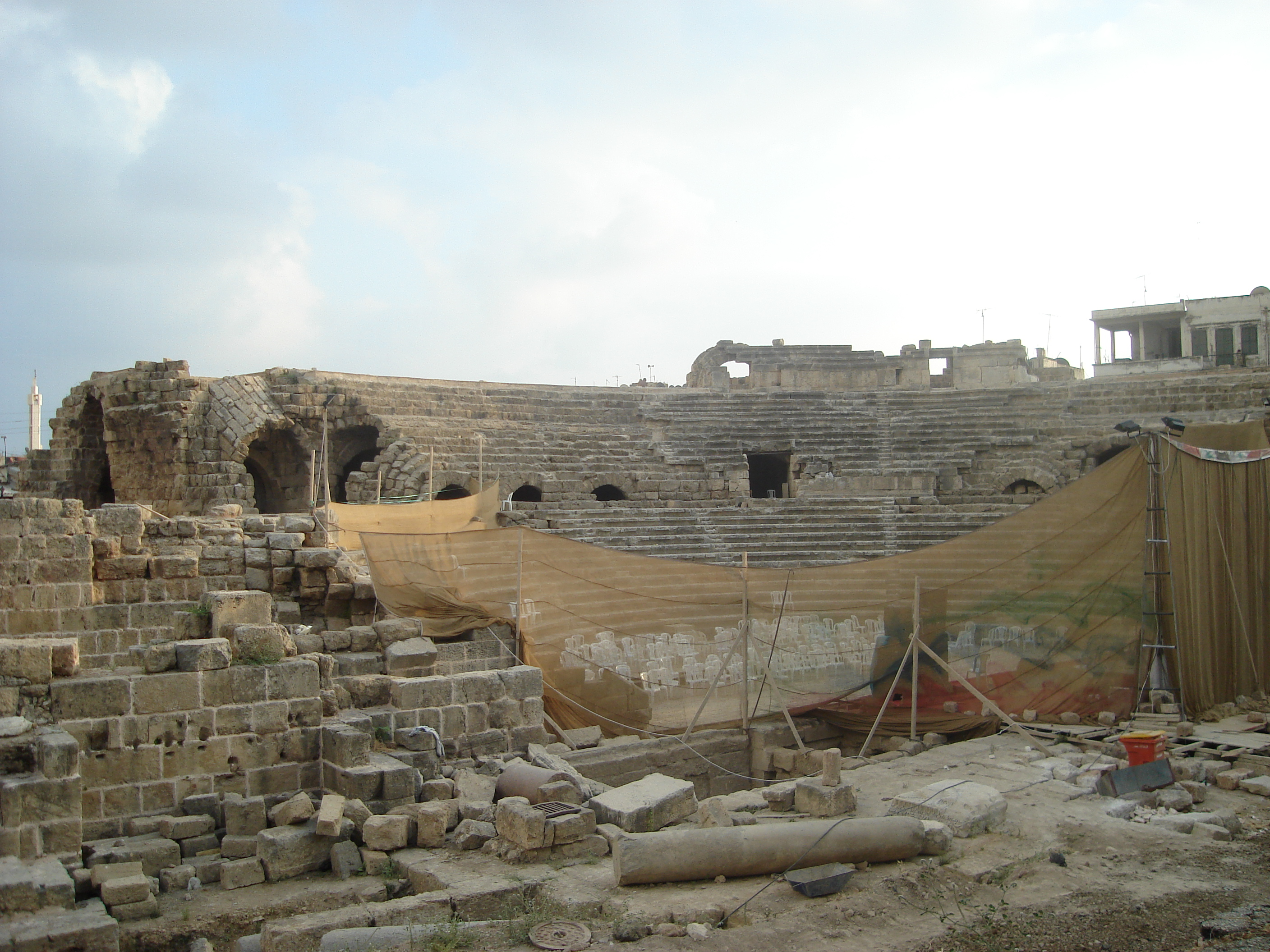
مدرج جبلة المدرج الأثري والاستعداد لمهرجان جبلة الثقافي

- مدرج جبلة مسرح جبلة الأثري: بني على أنقاض معبد فينيقي، أخذ شكله الحالي في العهد الروماني في القرن الأول الميلادي، وهو أجمل أثر على ساحل المتوسط وثاني أكبر مدرج سوري وخامس مدرج أثري في العالم، ووجوده دليل ناطق على نشاط المدينة البشري والثقافي. ويقام فيه حاليا مهرجان جبلة الثقافي بشكل دوري كما يستضيف أحيانا معارض فنية ومعارض للكتاب فهو وقلة قليلة من مدرجات أثرية في العالم ما زالت تحتفظ بمقومات تؤهلها للاستخدام.